# Gustavo Tovar-Arroyo
Gustavo Tovar-Arroyo (Caracas, Venezuela, 29 de febrero de 1968) es un activista de derechos humanos, autor y cineasta venezolano.

## Biografía
Tovar-Arroyo nació en Caracas el 29 de febrero de 1968. En 2002 inició en el mundo del activismo no violento, y en 2007 formó parte del movimiento estudiantil que protestó en contra del cierre de RCTV y de la reforma constitucional. En 2018, estrenó el documental Chavismo: La peste del siglo XXI acerca de la llegada al poder de Hugo Chávez y su consiguiente desempeño como mandatario entre 1999 y 2003, y los graves problemas económicos y sociales, conocidos como la crisis de Venezuela.

## Filmografía
- Chavismo: La peste del siglo XXI (2018)